# Eligio Galicia

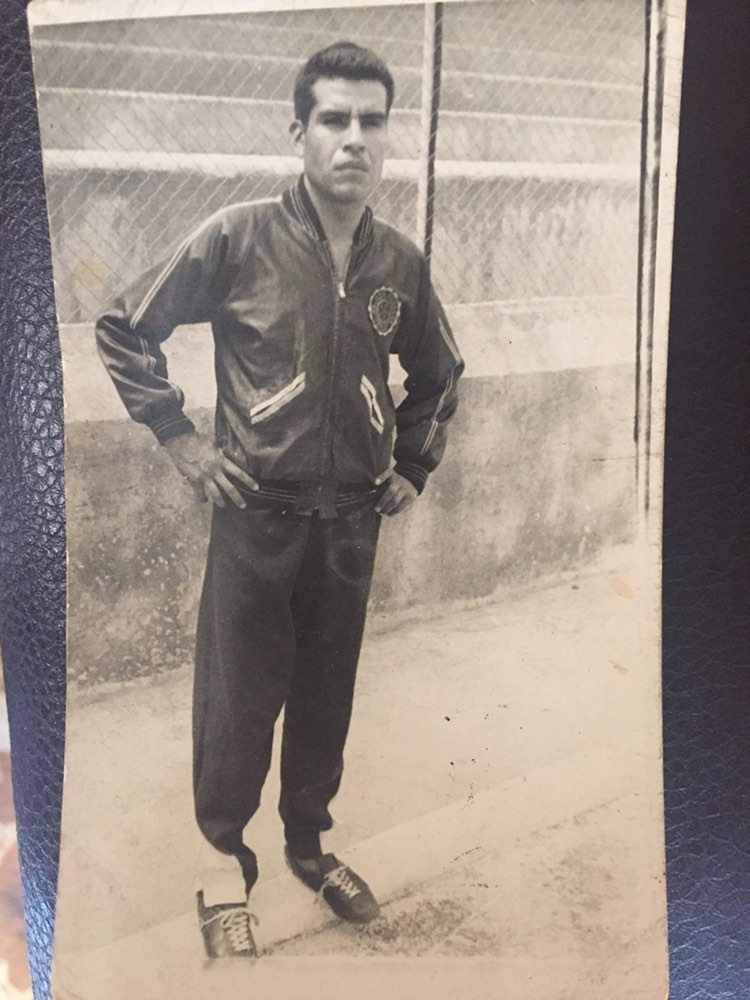
"Eligio Galicia" en sus años de Apogeo

Eligio Galicia Castillo (Cocotitlán, 1 de diciembre de 1932-Ibidem, 27 de febrero de 2022) fue un atleta mexicano especializado en pruebas de 5K 10k y steeplechase.

## Vida temprana
Destacado deportista, vio a la luz en Cocotitlán Edo, Méx. que quiere decir “Lugar De Tórtolas.” La primaria la realizó en su pueblo. continuó sus estudios en la ciudad de México en la Preparatoria No. 4 UNAM, posteriormente en Estados Unidos, Obteniendo Becas de estudios y deportivas, Estudió en el Central Oregon Community College (3 Años) y en Eugene Oregon University (2 Años).

## Carrera
De vuelta en México, fue Adscrito al Instituto de Capacitación Deportiva del Comité Olímpico Mexicano. Los inicios de sus primeras carreras se dieron en lugares como, Veracruz, Chihuahua, Morelos, Querétaro, Michoacán, Hidalgo, San Luis Potosí, Tamaulipas, Guanajuato, Acapulco, Durango, La Paz, Monterrey. Mexicali, Hermosillo Mazatlán, Tampico y Ciudad de México.
Juegos Centro Americanos Y del Caribe
- Juegos Centroamericanos y del Caribe de 1954 Ciudad de México, 5000 Metros medalla de plata tiempo: 16:04.52

```

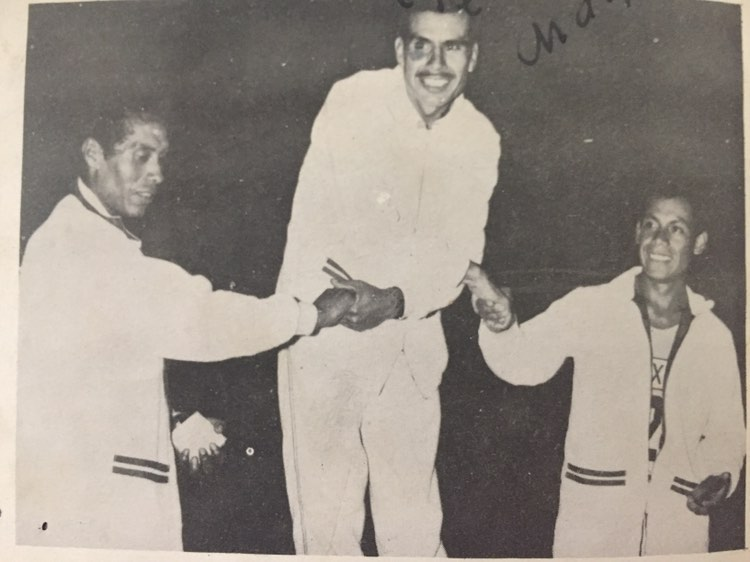
Eligio Galicia en el pódium, medalla de oro, Con castillo y Felipe prado, Kingston Jamaica, 1962.

 3000 metros steeplechase medalla de oro tiempo: 10:22.38 (Imponiendo Nuevo Récord)
```

- Juegos Centroamericanos y del Caribe de 1962 Kingston, Jamaica  5000 metros medalla de oro tiempo: 14:46,6 (Imponiendo Nuevo Récord Centroamericano)

```
 10,000 metros medalla de oro tiempo: 30:55.2 (Imponiendo Nuevo Récord Centroamericano)
```

Juegos Panamericanos

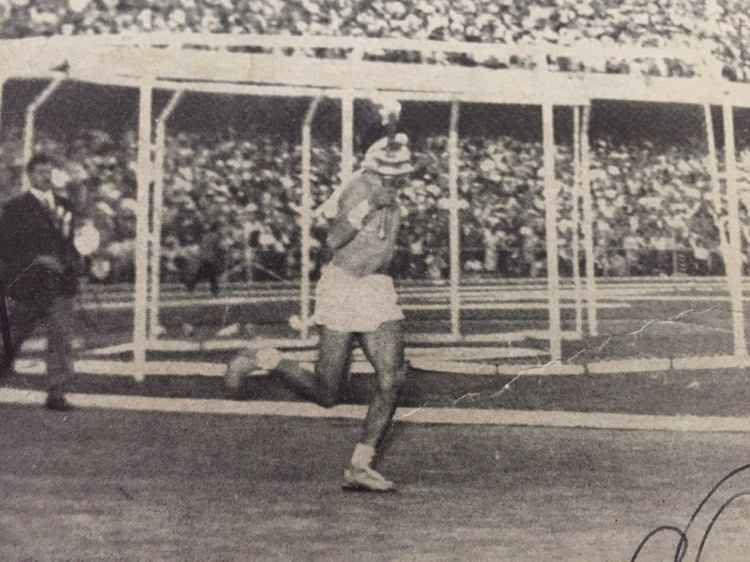
Haciendo entrando "Galicia" al estadio de Ciudad Universitario con el fuego en mano.

- Juegos Panamericanos de 1963 São Paulo , Brasil. 10,000 metros medalla de bronce tiempo: 30:27,90  (Escolta de la antorcha panamericana y abanderado en la clausura "Estadio Pacaembú"

- Haciendo entrando "Galicia" al estadio de Ciudad Universitario con el fuego en mano.Juegos Panamericanos de 1955 Ciudad de México , México. 3000 metros steeplechase medalla de bronce tiempo: 9:54,2[1]  (Tuvo el honor de ser seleccionado para prender el pebetero panamericano)[2]

- Juegos Panamericanos de 1959 Chicago, Illinois U.S.A  5000 metros,  y 3000 metros Steeplechase

Juegos Iberoamericanos
- Sudamérica, Santiago de Chile 1960 3000 metros Steeplechase, 5000 metros y 10,000 metros

- Europa, Madrid, España 1962  5000 metros 3° Lugar[3]

Competencias Indoor Track
En estos eventos solo corren Atletas Con nombre y registros nominados según la revista Track & Field News
- Monterrey, N.L 1955 Dual Meet Selection México vs College Equipment Agriculture and Mechanics

- Seattle, Washington 1960 U.S.A 2 Millas 3" Lugar

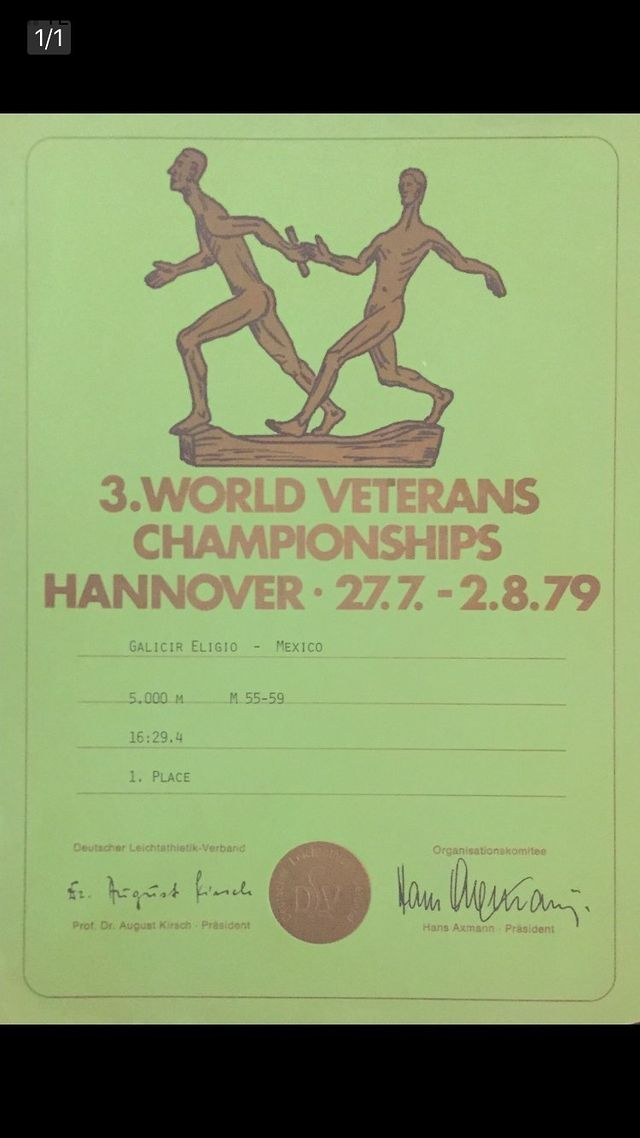
Premiación de Galicia Hannover 1979

- Premiación de Galicia Hannover 1979 San Francisco, California. 1960 U.S.A  3 Millas 2° Lugar

- Corvallis, Oregón 1961 U.S.A  2 Millas 3° Lugar

- Los Ángeles, California. 1962 U.S.A  2 Millas 2° Lugar

- New Zealand, Oceania 1963 2 Millas 2° Lugar

```
 Wellington, New Zealand Oriental Bay.   Equipo Oregón VS New Zealand 6 Millas 3°Lugar  
```

Categoría Master
- Panamericanos Master Los Angeles. California 1977 U.S.A  5000 metros 1° Lugar

- Panamericanos Master México, Ciudad de México 1978  10,000 metros 1° Lugar

Master Nivel Mundial

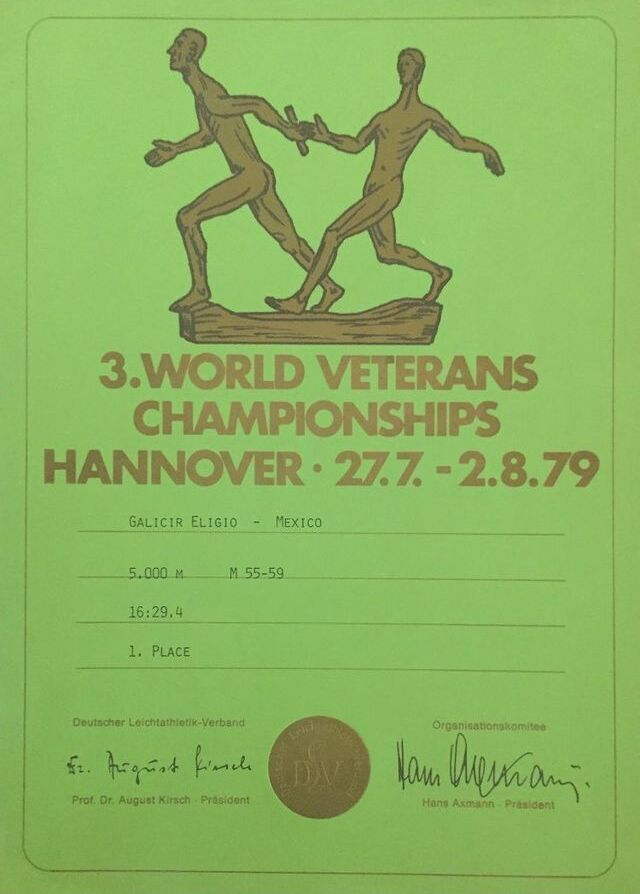
Otro oro más para Eligio Galicia, Hannover 1979

Entreno para participar en el Campeonato Mundial Master que se efectuó en Hannover, Alemania el 1 de agosto de 1979, en la prueba de 3000 metros planos con obstáculos (Steeplechase) y 5000 metros planos en ambas obteniendo el 1°Lugar. en la carrera de 3000 metros con obstáculos (Steeplechase) ostenta el Récord Mundial en su categoría. 

## Hazaña
Durante la final de los 10,000m de los IV Juegos Panamericanos, celebrados en Sao Paulo, Brasil, el mexicano Eligio Galicia, estableció el récord mexicano de la prueba, con un tiempo de 30:27.8, para ganar la medalla de bronce.
Participó en la categoría de Relevos, Austin, Texas. en los periodos de 1955-56-57-58.
Asistió a competencias de invitación deportiva en, San Francisco, Los Ángeles, Nueva York, Portland, Oregón, Washington. En Centroamérica en Países como, Cuba y Puerto Rico. 
Campeonatos Nacionales de Atletismo en U.S.A 
- Bakersfield, California. 1958  3000 metros Steeplechase 1° Lugar

- Walnut, California 1959  5000 metros 1° Lugar

- Nueva Jersey, N,Y. 1964  10.000 metros 1° Lugar

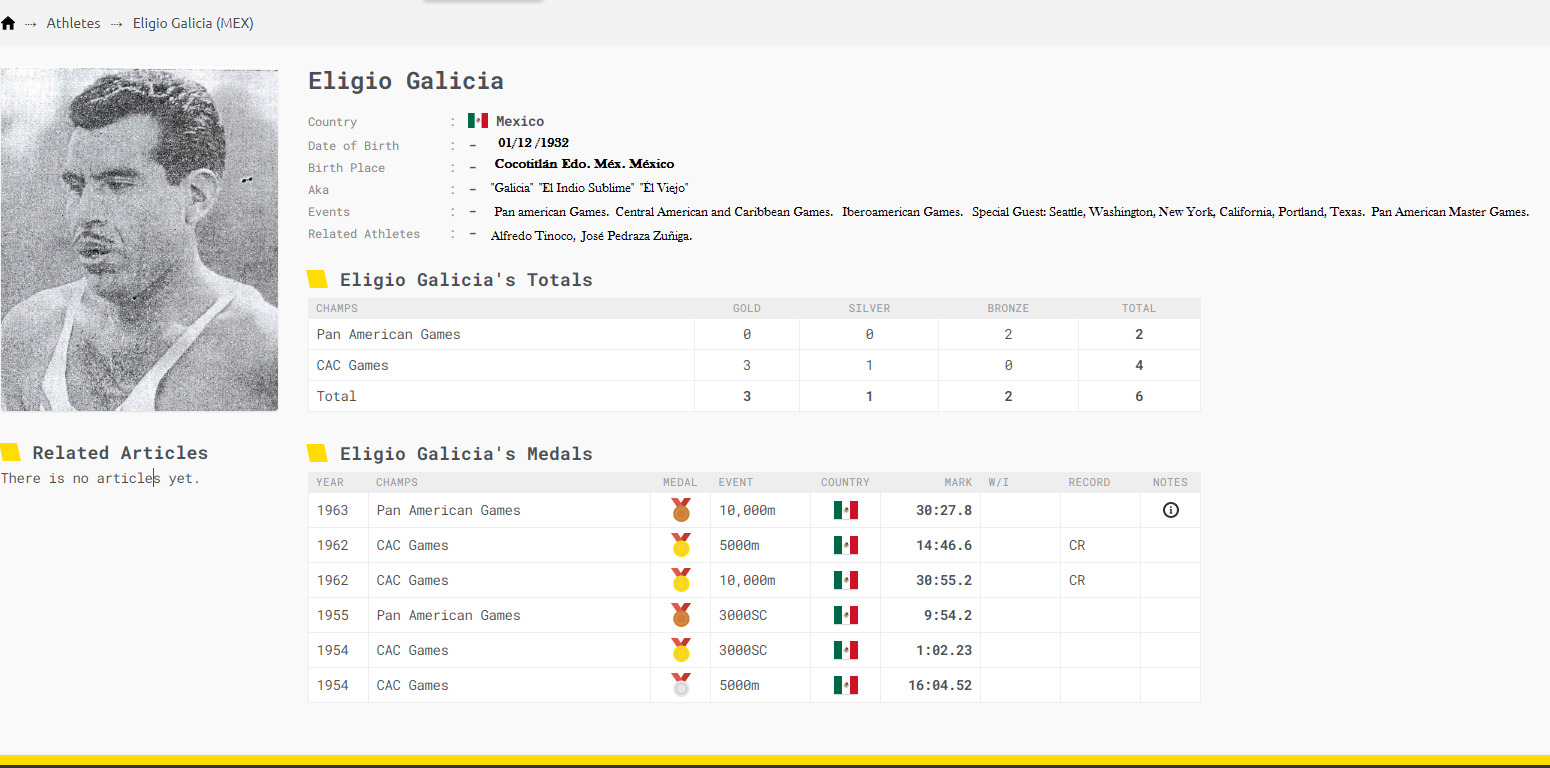

Eligio Galicia corriendo descalzo

ACTIVIDADES DESEMPEÑADAS : Profesor de Educación Física Rama Atletismo 

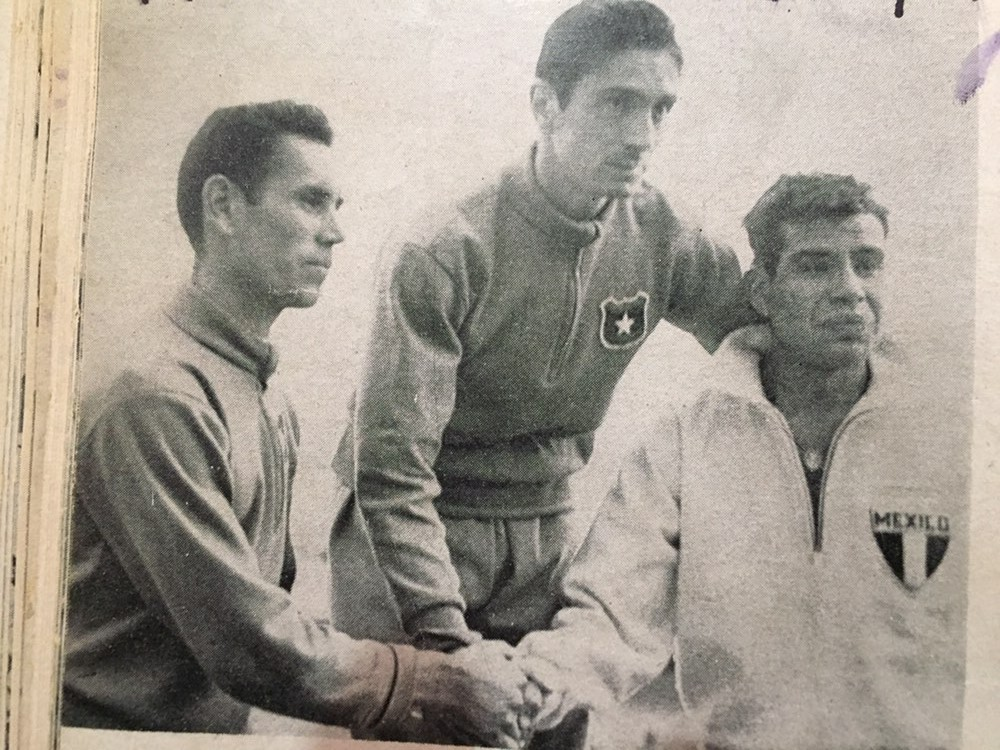
De, derecha a izquierda, Eligio Galicia (Méx.), Santiago Nora (Chile), Guillermo Sola (Chile) Juegos Panamericanos 1955 Ciudad de México.

- De, derecha a izquierda, Eligio Galicia (Méx.), Santiago Nora (Chile), Guillermo Sola (Chile) Juegos Panamericanos 1955 Ciudad de México.Trabajó En Nayarit, Tepic San Juan de Abajo, Acaponeta, La Meseta, Santa María del oro y Jala. Entrenamiento en el estadio municipal de fútbol, en la rama de atletismo. Cabe señalar que de esta generación destacó uno de sus Pupilos, Melesio Adolfo Piña Oregel, quien representó a México en la Olimpiada del 68 En el relevo de 4x400, obteniendo el 4° Lugar